# 뇌엽 절제술
뇌엽 절제술(腦葉切除手術, 영어: Lobotomy, 앞 글자인 그리스어:λοβός는 뇌를, 뒷 글자인 τομή는 자르다라는 의미를 가지고 있음), 정신외과의 한 부분인 신경외과적 수술로서 Leukotomy 혹은 Leucotomy(그리스어:λευκός, 지우다 혹은 하얗게하다.) 라고 불리기도 한다. 뇌엽 절제술은 전두엽 피질과 전두엽의 연결을 잘라내거나 긁어내 파괴하는 것으로 이루어져 있다. 뇌엽 절제술은 수술을 받은 환자들의 정신적 이상을 감소시키지만 수술로 인한 사망률이 높은 것과, 뇌엽 절제술이 환자에게 다른 문제점을 야기하는 것이 문제로 제기되어 현재는 특정한 질병을 제외하고는 사용되지 않는다. 근대적 뇌엽 절제술을 시도한 안토니우 에가스 모니스는 비록 수상 타당성에 문제가 제기되고 있지만 1949년 특정한 지적 장애에 대한 치료법을 개발함으로써 노벨 의학상을 수여 받았다.

## 초기 정신외과

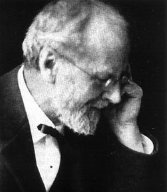
고틀리프 부르카르트

1930년도 이전의 의사들은 뇌에 대한 외과 수술이 지극히 안전하지 않다고 생각하였다. 대표적인 예로 1888년 스위스의 정신과 의사인 고틀리프 부르카르트(Gottlieb Burckhardt)는 스위스의 프레파르기어(Préfargier) 정신병원에서 자신의 6명의 환자들을 대상으로 대뇌 피질을 제거하는 수술을 시도했다. 수술 결과는 2명의 변화가 없는 환자, 2명의 말이 없어진 환자, 수술 도중 간질 경련을 겪고 며칠 후에 사망한 환자, 그리고 한명의 증상이 완화된 환자였다. 그는 수술의 성공률이 50%라 주장하고 베를린 의료 학회에 리포트를 제출하였지만 학회는 그에게 적대적인 응답과 함께 그에게 수술을 하지 말것을 요구했다.

## 뇌엽 절제술의 발달 과정

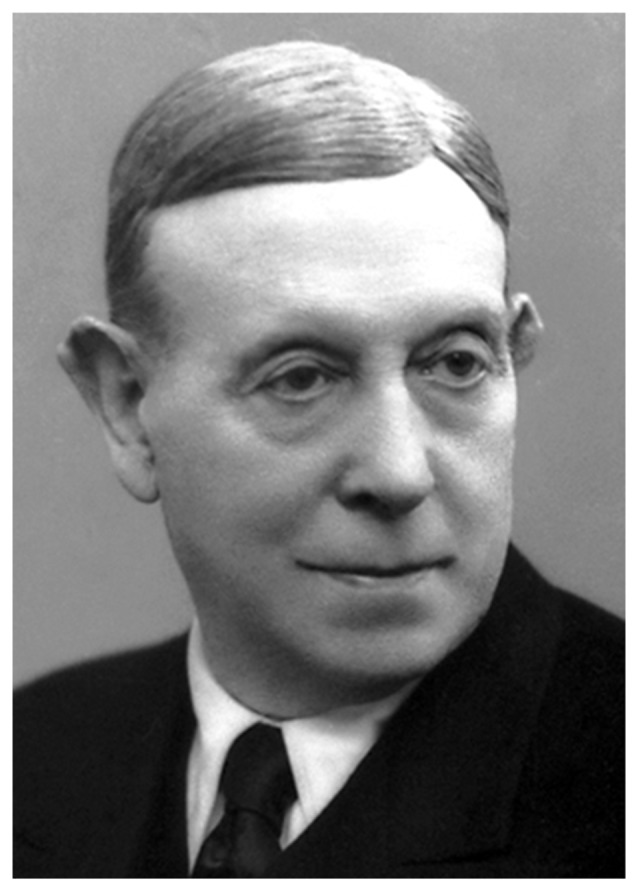
안토니오 에가스 모니즈.

뇌엽 절제술은 1930년부터 시작된 정신이상에 관한 관심과 그들의 치료법을 위해 1935년 포르투갈 정신외과의인 안토니오 에가스 모니즈에 의해 처음으로 받아들여졌다. 모니즈는 외과적 뇌 수술을 통해 정신 질환 치료의 새로운 가능성을 열 수 있을것이라 기대했다.

### 최초의 근대적 수술
1935년 11월 12일 리스본에 있는 산타 말타 병원에서 모니즈는 뇌 정신 질환을 위한 최초의 근대적 수술을 했다. 환자는 산타 말타 병원 소속의 정신병원에 의학 정보를 제공하기 위해 선택되었다. 이름은 José de Matos Sobral Cid였다. 모니즈는 정신외과에 대한 수술 경험이 부족했기 때문에 수술은 그의 동료이자 뇌 혈관 조영술에 대한 연구를 도와준 적이 있는 리마를 통한 마취를 통해 진행되었다. 수술은 주 뇌와 전두엽을 연결하고 있는 몇가지 긴 섬유들을 제거하는 것으로 진행되었다. 수술은 리마가 도구를 통해 두뇌골을 고정시키는 동안 환자의 전두엽 피질에 에탄올을 부은 것이였다. 그렇게 함으로써 주 뇌와 전두엽 피질과의 연결을 제거할 수 있었다. 이 수술 후에 모니즈는 수술이 성공적이라고 생각했으며 환자의 관찰 결과 환자의 우울증이 감소하는 것으로 나타났다. 모니즈는 환자가 비록 평생동안 정신병원 밖으로 나가지 못하였지만 그녀가 치료되었다고 선언했다. 모니즈와 리마는 그 후 7명의 환자들을 대상으로 이 전두엽 피질에 에탄올을 부어넣는 방법을 사용했다. 그들은 수술을 진행하며 흥미로운 결과를 보여주었는데 그들이 수술을 한 장소가 전두엽이라는 의미를 최초로 발견한 것이다. 그들은 그들의 아홉번째 환자에게 이 수술이 전두엽 절제술 즉 Leucotome라고 소개했고 전과는 달리 길이 11cm의 두께 2cm의 Cannula 관을 전두엽 앞에 심어 에탄올을 넣는 방법을 사용했다. 그들은 자신들의 환자를 수술하던 도중 두뇌골을 자르는 것에 대한 위험성을 알아차렸을 것이다.
그 후 1936년 2월 모니즈와 리마는 총 20명의 환자들을 주마다 한명씩 수술했으며 모니즈는 매년 흥미로운 발견을 5월마다 제출했다. 환자의 나이는 27세부터 62세까지 있었으며 12명은 여성이였고 8명은 남성이였다. 그중 9명의 환자는 우울증에, 6명은 정신 분열증에, 2명은 공황장애에, 그리고 한명은 조증과 조울증을 가지고 있었다. 또한 환자들의 질병기간은 4주에서 22년까지 다양했다. 환자들은 수술 후에 고열, 구토, 요실금, 설사등의 신체적 문제를 나타냈고 심리적으로는 냉담해지고 혼수상태에 빠지는 등의 여러 가지 문제를 나타내었다. 모니즈는 이러한 현상들이 일시적이라고 주장하고 환자들의 상태를 35%의 향상된 환자들, 30%의 조금 향상된 환자들, 30%의 그대로인 환자들로 분류했다. 수술도중 죽은 환자는 없었으며 상태가 나빠진 환자는 없었다.

## 수술의 보급
미국에서는 약 40,000명의 사람들이 뇌엽 절제술을 받았다. 영국에서는 17,000명으로, 북유럽 국가인 핀란드, 노르웨이, 스웨덴에서는 총합 9,300명으로 추산된다. 수술을 받은 환자들 중에는 주로 여자들이 많았으며 어린 아이들까지 포함되어 있는 것으로 보인다. 일본에서는 어린이들의 행동 장애를 치료하기 위해서 주로 시술되었지만 1950년에 소련이 도덕적 근거를 토대로 시술을 금지하자 일본과 독일에서도 마찬가지로 수술을 금지 시켰다. 1970년도 말에 전 세계적으로 뇌엽 절제술은 금지되었다.

## 수술의 영향
뇌엽 절제술은 환자의 병적 증세를 완화시키지만 환자의 인간성과 지적 능력을 감소시키는 것으로 나타났다. 300명의 환자들을 대상으로 수술을 실시한 영국의 정신과 의사인 Maurice Partridge는 수술의 효과에 대해 "정신적 삶의 복잡성을 감소시킨다."라고 말하였다. 또한 수술은 환자의 자발성, 책임감, 자기인식, 자기통제력을 감소시키는 것으로 나타났으며 감정적 둔화와 환자의 지적 범위 제한을 보였다.
수술의 결과는 긍정적이고도 부정적인 면이 섞여 있다고 설명되었는데 수술의 결과는 병원을 무사히 나올 수 있던 환자들 혹은 상태가 더욱 나빠진 환자로 나누어졌다. 몇몇의 환자들은 수술도중 사망하거나 수술 후 자살하였으며 또다른 환자들은 뇌가 심각하게 손상된 상태로 병원에 남아있어야 했다. 뇌엽 절제술을 성공적으로 받은 환자들은 그들의 생활로 돌아갔지만 그렇지 못한 사람들은 더 심한 장애에 시달렸다. 또한 평균적으로 1940년도에 수술로 인한 사망률은 5%에 달하였다.
또한 뇌엽 절제술을 받은 환자들의 인간성과 지적 능력이 각각 독립적으로 작동하는 문제를 가지고 있었다. 뇌엽 절제술을 받은 환자들은 자기통제력에 현저한 저하를 보였고 인식능력의 감소와 사회로부터의 격리는 환자 자신들을 타인의 앞에 놓는 것을 힘들게 만들었다.

## 비판
1944년 초에 발간된 신경과 정신병 일지의 저자는 "뇌엽 절제술의 역사는 간단했지만 마치 폭풍과도 같았으며 뇌엽 절제술은 마치 노예제도와 폭력과도 같이 암묵적인 허용안에서 실시되었다."라고 말하였다. 1947년 스위스의 정신과 의사인 Snorre Wohlfahrt는 뇌엽 절제술이 정신 분열증 환자에게 분명한 위험이 따르는 것과 뇌엽 절제술이 인간에게 적용되기 위해서는 수많은 정신 질환에 대한 탐구가 선행되어야 한다고 지적하였다. 또한 그는 정신외과에 대한 긍정적인 가능성을 제시하였지만 불행하게도 아직도 많은 사람들이 위험하고 잔인한 기대를 정신외과에 거는 것을 지적하였다. 1948년 Cybernetics: Or the Control and Communication in the Animal and the Machine의 저자인 Norbert Wiener는 "아마 뇌엽 절제술이 유행하게 된 것은 뇌엽 절제술이 정신병원에 수용되어 있는 환자들을 관리하게 쉽게 만들기 때문과는 관계 없을 것이라며 환자들을 뇌엽 절제술을 사용해 죽임으로써 관리하기 쉽게 했다."라고 비판하였다.

## 주목할 만한 사례
- 로즈마리 케네디, 존 F. 케네디 대통령의 여동생, 23살의 나이로 1941년에 수술을 받았지만 수술은 그녀를 평생동안 무능력하게 만들었다.[29]
- 1960년에 12세의 나이로 수술을 받은 Howard Dully.[30]
- 1951년에 문학상을 받기로 한 뉴질랜드의 저자이자 시인인 자넷 프레임, 뇌엽 절제술로 인해 시상식은 진행되지 못했다.[31]
- 작곡과 바이올린 솜씨로 유명했던 폴란드인 Josef Hassid, 26살에 뇌엽 절제술로 사망.[32]
- 스웨덴의 모던 페인터 Sigrid Hjertén, 1948년에 뇌엽 절제술로 사망.[33]

## 같이 보기
- 생명윤리학

## 참고
1. ↑  Walter Rudolf Hess, 뇌엽 절제술과는 상관이 없지만 중뇌의 관한 연구로 1949년 안토니우 에가스 모니스와 노벨 의학상의 공동수상자로 선정되었다.[2]
2. ↑  The patient he thought improved subsequently committed suicide.[3]
3. ↑  Professor of neurology at the University of Lisbon from 1911 to 1944, Moniz was also for several decades a prominent parliamentarian and diplomat. He was Portugal's ambassador to Spain during World War I and represented Portugal at the postwar Versailles Treaty negotiations,[7] but after the Portuguese 28 May 1926 coup d'état
4. ↑  Lima described his role as that of an "instrument handled by the Master".[12]